# 제트8 항공
제트8 항공(영어: Jett8 Airlines)은 싱가포르의 화물 항공사로 허브 공항은 싱가포르 창이 국제공항을 사용하고 있으며 또한 제휴 파트너겸 일본의 화물 항공사인 일본화물항공과 NYK 라인이 소유하고 있다.

## 역사
2006년 3월 설립 했으며 2007년 싱가포르 정부로부터 허가를 받아 운항하기 시작했다. 같은 해 5월 31일 일본화물항공으로부터 보잉 747-200F를 구입하고 12~18개월 전직 싱가포르 항공 조종사, 루이스탄 주도 하에 형성되었다. 같은 해 6월 23일 첫 운항이 시작되었고 싱가포르 창이 국제공항에서 홍콩, 중화인민공화국, 인도네시아, 룩셈부르크, 아랍에미리트, 영국 노선을 신설한데 이어 유럽, 인도, 미국 노선을 신설할 예정이다. 경쟁사인 싱가포르 항공 카고가 있으며 주로 비정기 화물 노선을 운항하고 있다. 2008년 제이드 카고 인터내셔널부터 보잉 747-400ERF를 임차해 운항하고 있으며 2011년에 제트8 항공으로 사명이 변경되었다. 2012년 8월 CAAS에 의해 취소되면서 사실상 취항이 중단되었다.

## 운항 노선
제트8 항공 설립 초기 싱가포르 창이 국제공항을 거점으로 두바이, 맨체스터, 룩셈부르크 노선 뿐만 아니라 자카르타 노선을 신설 했으며 계획에 따르면 인도와 태평양, 크로스 화물 노선도 신설할 것으로 전망된다.

## 보유 기종
- 2011년 11월 기준으로 제트8 항공은 다음과 같은 기종을 보유하고 있다.[6]